# Praskovja Kovaljova-Zjemtjugova

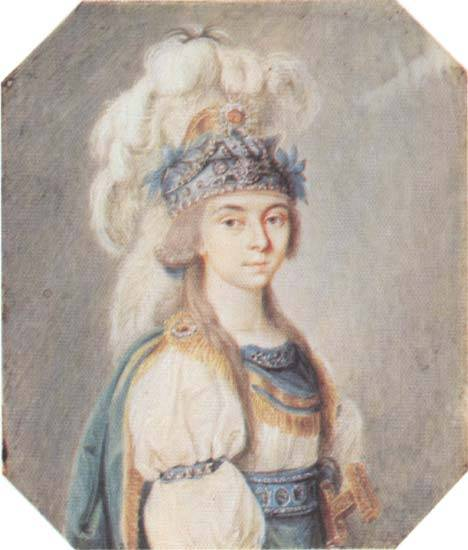
Praskovja Kovaljova-Zjemtjugova, 1700-talet.

Praskovja Ivanovna Kovaljova-Zjemtjugova, även Kovaleva eller Kovaljova, Kovaleva-Zjemtjugova, Zjemtjugova-Sjeremeteva, Sjeremeteva eller Sjeremetieva (ryska: Праско́вья Ива́новна Жемчуго́ва, Ковалёва, Шереме́тева), född 20 juli 1768, död 23 februari 1803, var en rysk livegen skådespelare och operasångare (sopran). Hon betraktas som en av de största artisterna inom rysk sjuttonhundratalsopera.

## Biografi
Praskovja Kovaljova-Zjemtjugova föddes som dotter till en livegen smed, Ivan Gorbunov (eller Kovaljov), troligen på godset Vosjtjazjnikovo i guvernementet Jaroslavl; hennes familj ägdes av familjen Sjeremetev, och de blev senare flyttade till godset Kuskovo utanför Moskva. 
Hon togs från sin familj och blev kammarjungfru åt furstinnan Martha Dolgorukaja, en släkting till hennes ägare greve Pjotr Sjeremetev. Då hon hade en fin sångröst tränades hon att uppträda i det operasällskap som leddes av Pjotr Sjeremetev och hans son Nikolaj Sjeremetev. 

### Scenkarriär
Hon debuterade år 1779 i livegenskapsteatern på Kuskovo och gjorde sådan succé att hon år 1780 gavs en huvudrollen Belinda i Antonio Sacchinis opera La colonie. Hon fick då artistnamnet Zjemtjugova ("Pärlan"), liksom även de övriga av truppens stjärnor gavs artistnamn. Hon blev genom denna roll slavtruppens primadonna och kunde vid 17 års ålder läsa och skriva franska och italienska, spela harpa och klaver och var vida erkänd som sångare och skådespelare. 
Hon spelade fransk och italiensk opera och var särskilt uppmärksammad för sin roll som Eliane i Grétrys opera Les Mariages samnites. Hon blev den första livegna aktör som framförde denna roll och hon spelade den i tolv år från 1785; då hon år 1787 tolkade den för Katarina den stora och hennes hov gjorde hon sådan succé att hon mottog en diamantring av monarken.
Praskovja Kovaljova-Zjemtjugova hade från mitten av 1780-talet ett förhållande med Nikolaj Sjeremetev; efter hans fars död 1788 levde de öppet tillsammans med sitt eget hushåll på Kuskovo, vilket tilldrog sig stor uppmärksamhet. År 1795 flyttades truppen till Ostankino norr om Moskva, där en stor opera hade uppförts: hon uppträdde här för den polske monarken Stanisław August Poniatowski. Då Sjeremetev 1796 fick en befattning vid hovet flyttade hon med honom till Sankt Petersburg, och år 1798 frigav han henne och hela hennes familj. Deras relation hölls dock hemlig, då en adelsman och en livegen inte fick umgås på lika villkor. Operan stängdes samma år, då det blev tydligt att hon inte skulle kunna sjunga mer på grund av sin hälsa - hon hade troligen tuberkulos.

### Senare liv
År 1801 gifte hon sig med Sjeremetev, som lät konstruera en genealogi som skulle bevisa att hon härstammade från en polsk adelsman, Kovalevskii, och lät köpa en bekräftelse från en polsk adelsfamilj. Hon avled vid födseln av sin son Dmitrij. Maken lät då avslöja äktenskapet för tsaren och utverka ett offentligt erkännande av det. Detta förorsakade skandal, och hans brorsöner ska ha övervägt att mörda barnet. Nikolaj Sjeremetev grundade ett hem för sjuka, fattiga och föräldralösa i Moskva som kvarstod fram till 1917.